# Astis
Astis – miejscowość i gmina we Francji, w regionie Nowa Akwitania, w departamencie Pireneje Atlantyckie.
Według danych na rok 1990 gminę zamieszkiwało 198 osób, a gęstość zaludnienia wynosiła 63 osób/km² (wśród 2290 gmin Akwitanii Astis plasuje się na 979. miejscu pod względem liczby ludności, natomiast pod względem powierzchni na miejscu 1532.).